# Kasino (kortspel)
Kasino är ett kortspel som går ut på att vinna på bordet utlagda kort genom att matcha dessa mot kort man har på handen. 
Spelet är bäst med två spelare, men kan spelas även med tre eller fyra. Spelarna får i given fyra kort var, och fyra kort läggs med framsidan uppåt på bordet. Alla kort har ett siffervärde: kungarna har 13, damerna 12, knektarna 11 och nummerkorten motsvarande det som står på dem. Essen har valfritt värdet 1 eller 14. En spelare som har ett kort på handen vars siffervärde motsvarar ett eller flera kort på bordet kan ta upp dessa kort. En spelare som inte kan eller vill ta upp kort från bordet måste i stället lägga dit ett kort från handen. 
När spelarnas handkort tagit slut, delas fyra nya ut så länge leken räcker. Alternativt kan man dra kort från talongen, så att man hela tiden har fyra kort på handen; denna spelform kallas dragkasino.
Den gängse poängräkningen för hemtagna kort är följande: ruter tio (kallad stora kasino eller storan) 2, spader två (kallad lilla kasino eller lillan) 1, varje ess 1, flest hemtagna spaderkort 2, flest hemtagna kort 1. Därutöver ges 1 poäng för sistan (till den som vann det sista kortet) och 1 poäng för varje tabbe, det vill säga för varje gång en spelare tagit alla kort som just då legat på bordet. Vanligtvis avslutas ett parti när någon av spelarna nått 16 poäng.
Spelet är av kinesiskt ursprung. I Sverige har kasino spelats sedan början av 1800-talet. 